# Світвотер (1988)
«Світвотер» — норвезько-шведський антиутопічний фільм 1988 року режисера Ласса Гломма, що поєднує у собі жанри фантастики та трилера. Ключовою сюжетною лінією є боротьба за виживання. Фільм базується на серії книг «Світвотер» Кнута Фалдбаккена, що вийшли 1974 і 1976 року, основна дія яких відбувається в Римі та Лондоні. Фільм кілька разів демонстрували на каналі NRK.

## Сюжет
Дія відбувається у майбутньому після великої війни, де на руїнах своїх попередників постала анархічна цивілізація. Молодий чоловік, Аллан (Бентейн Баарсон), вирішує виїхати з міста, в якому живе його сім'я. Він вивозить свою дружину Лізу (Петронелла Баркер) і сина на великий полігон за містом, де вони виживають. Подружжя стає більш тісно спілкуватися один з одним, живучи таким чином, і Ліза зрештою завагітніла. Але ресурсів, особливо води бракує і вони знаходяться у постійному пошуці води. Крім того, виявляється, що на звалищі проживають й інші люди, що призводить до конфліктів за наявні ресурси.

## Локації
Знімання фільму завершили 1987 року. Основними локаціями стали великий смітник, Малагротта, на околиці Риму та звільнене місто Доклендс поблизу Лондона. У Маллагротті була величезна кількість сміття, тому працювати акторам було не комфортно. У Доклендс район для знімання складався з багатьох незавершених блоків і будинків для знесення. Саме за допомогою локацій була передана майже постапокаліптична атмосфера.

## Рецензії
Філь отримав неоднозначну оцінку у критиків. Деякі з них визначили, що фільм був є занадто «одноманітним та порожнім».

## В ролях
- Бентейн Баарсон — Аллан

- Петронелла Баркер — Ліза, дружина Аллана

- Мартін Діш — син Аллана і Лізи

- Альфонсія Еммануїл — Мері Даймонд

- Пер Янсен — Смайлі

- Sven Wollter — Док

- Сверр Анкер Усдал — Run-Run

- Бьорн Сундквіст — Фелікс

- Том Теллефсен — Янсон

- Ельза Лістад — Марта

- Мортен Фальдаас — Рой Індіана

- Terje Strømdahl — Солодкість

- Ларс Аренц-Хансен — терорист